# Ryan Gravenberch
Ryan Jiro Gravenberch (Ámsterdam, Países Bajos, 16 de mayo de 2002) es un futbolista neerlandés que juega en la demarcación de centrocampista para el Liverpool F. C. de la Premier League de Inglaterra.

## Trayectoria
Empezó a formarse como futbolista desde 2010 en la disciplina del A. F. C. Ajax. Estuvo ascendiendo de categorías hasta que en 2018 finalmente subió al segundo equipo, el Jong Ajax. Jugó en la Eerste Divisie durante una temporada, donde llegó a jugar cuatro partidos. En la temporada 2018-19 subió al primer equipo haciendo su debut el 23 de septiembre de 2018 en un partido de la Eredivisie contra el PSV Eindhoven, tras sustituir a David Neres en el minuto 83.
Jugó un total de 103 partidos en los que anotó doce goles, anunciándose el 13 de junio de 2022 su marcha al Bayern de Múnich a final de ese mismo mes a cambio de 18,5 millones de euros, cantidad que podría aumentar hasta los 24. El conjunto alemán también oficializó su fichaje firmando un contrato por cinco temporadas. Sin embargo, tras poco más de un año, el 1 de septiembre de 2023 fue traspasado al Liverpool F. C.

## Selección nacional
Internacional en categorías inferiores, el 24 de marzo de 2021 debutó con la selección absoluta de los Países Bajos ante Turquía en un encuentro de clasificación para el Mundial de 2022 que terminó con el resultado de 4-2 favorable al conjunto otomano.

### Participaciones en Eurocopas
| Eurocopa      | Sede     | Resultado        | Partidos | Goles |
| ------------- | -------- | ---------------- | -------- | ----- |
| Eurocopa 2020 | Europa   | Octavos de final | 2        | 0     |
| Eurocopa 2024 | Alemania | Semifinales      | 0        | 0     |

## Estadísticas

### Clubes
Actualizado al último partido disputado el 25 de mayo de 2025.
| Club                             | Div.          | Temporada     | Liga  | Liga  | Copas nacionales | Copas nacionales | Copas internacionales | Copas internacionales | Total | Total |
| Club                             | Div.          | Temporada     | Part. | Goles | Part.            | Goles            | Part.                 | Goles                 | Part. | Goles |
| -------------------------------- | ------------- | ------------- | ----- | ----- | ---------------- | ---------------- | --------------------- | --------------------- | ----- | ----- |
| Jong Ajax · Países Bajos         | 2.ª           | 2018-19       | 27    | 2     | ―                | ―                | ―                     | ―                     | 27    | 2     |
| Jong Ajax · Países Bajos         | 2.ª           | 2019-20       | 17    | 6     | ―                | ―                | ―                     | ―                     | 17    | 6     |
| Jong Ajax · Países Bajos         | Total club    | Total club    | 44    | 8     | 0                | 0                | 0                     | 0                     | 44    | 8     |
| Ajax de Ámsterdam · Países Bajos | 1.ª           | 2018-19       | 1     | 0     | 1                | 1                | 0                     | 0                     | 2     | 1     |
| Ajax de Ámsterdam · Países Bajos | 1.ª           | 2019-20       | 9     | 2     | 2                | 1                | 1                     | 0                     | 12    | 3     |
| Ajax de Ámsterdam · Países Bajos | 1.ª           | 2020-21       | 32    | 3     | 4                | 1                | 11                    | 1                     | 47    | 5     |
| Ajax de Ámsterdam · Países Bajos | 1.ª           | 2021-22       | 30    | 2     | 4                | 1                | 8                     | 0                     | 42    | 3     |
| Ajax de Ámsterdam · Países Bajos | Total club    | Total club    | 72    | 7     | 11               | 4                | 20                    | 1                     | 103   | 12    |
| Bayern de Múnich · Alemania      | 1.ª           | 2022-23       | 24    | 0     | 3                | 1                | 6                     | 0                     | 33    | 1     |
| Bayern de Múnich · Alemania      | 1.ª           | 2023-24       | 2     | 0     | 0                | 0                | ―                     | ―                     | 2     | 0     |
| Bayern de Múnich · Alemania      | Total club    | Total club    | 26    | 0     | 3                | 1                | 6                     | 0                     | 35    | 1     |
| Liverpool F. C. Inglaterra       | 1.ª           | 2023-24       | 26    | 1     | 7                | 1                | 5                     | 2                     | 38    | 4     |
| Liverpool F. C. Inglaterra       | 1.ª           | 2024-25       | 37    | 0     | 3                | 0                | 9                     | 0                     | 49    | 0     |
| Liverpool F. C. Inglaterra       | Total club    | Total club    | 63    | 1     | 10               | 1                | 14                    | 2                     | 87    | 4     |
| Total carrera                    | Total carrera | Total carrera | 205   | 16    | 24               | 6                | 41                    | 3                     | 270   | 25    |

## Palmarés

### Títulos nacionales
| Título                   | Club             | País         | Año  |
| ------------------------ | ---------------- | ------------ | ---- |
| Copa de los Países Bajos | A. F. C. Ajax    | Países Bajos | 2021 |
| Eredivisie               | A. F. C. Ajax    | Países Bajos | 2021 |
| Eredivisie               | A. F. C. Ajax    | Países Bajos | 2022 |
| Supercopa de Alemania    | Bayern de Múnich | Alemania     | 2022 |
| 1. Bundesliga            | Bayern de Múnich | Alemania     | 2023 |
| Copa de la Liga          | Liverpool F. C.  | Inglaterra   | 2024 |
| Premier League           | Liverpool F. C.  | Inglaterra   | 2025 |